# جامع الحسن بن علي (الأنبار)
جامع الحسن بن علي من مساجد العراق الحديثة، ويقع في منطقة السورة قرب مستشفى الحميات، في قضاء الرمادي التابع إلى محافظة الأنبار، وبني في عام 1424هـ/2003م، ولقد شيد البناء على نفقة الدولة، والجامع مستلم من قبل ديوان الوقف السني في العراق وحالتهُ مضبوطة، وتبلغ مساحة الجامع 800م2، ويحتوي الحرم على مصلى تبلغ مساحته 500م2 ويتسع لأكثر من 400 مصل، وفيه منبر للخطابة مصنوع من الخشب الصاج. وتحيطهُ النوافذ من كل جانب، ومقابل الحرم فسحة وطارمة، وتقام فيه صلاة الجمعة وصلاة العيدين والصلوات الخمس. ومن نشاطات الجامع إقامة دورات تحفيظ القرآن للطلاب في العطلة المدرسية الصيفية، حيث يخرج المسجد قرابة 50 طالب وطالبة سنوياً من مختلف الأعمار، ويتم تحفيظهم أجزاء من القرآن، بالإضافة إلى بعض الدروس الفقهية والآداب الإسلامية.
وتعلو مبنى الحرم قبة صغيرة مع برج مئذنة مصنوع من الحديد.